# 산타 마리아 델리 안젤리 성당
산타 마리아 델리 안젤리 성당(이탈리아어: Basilica di Santa Maria degli Angeli 바실리카 디 산타 마리아 델리 안젤리[*])은 이탈리아 움브리아주 페루자현 아시시에 있는 대성당이다.

## 같이 보기
- 로스앤젤레스